# Központi Hatalom
A Központi Hatalom 2012-ben alakult magyar punkzenekar, amely a politikusokról és celebekről szóló rendkívül durva, ám humoros dalairól ismert.

## Története
A zenekart 2012-ben Kerék Marci énekes-gitáros, Fitos Gyula basszusgitáros és Bálint Kristóf dobos alapította Balatonfüreden, a későbbiekben Budapestre tették át a székhelyüket. Saját állításuk szerint egyik politikai oldalhoz sem tartoznak, mivel ők akkora punkok, hogy megfogalmazásuk szerint „szélsőközépen” állnak, de a hatalomellenesség is jelen van az a zenéjükben.
Szövegeik témája gyakran egy-egy politikus, ilyen például a legnagyobb slágerük címadójának számító Németh Szilárd, de Orbán Viktorról és Schmuck Andorról és a Fideszről is születtek szerzeményeik. Vitatott közéleti mozzanataik miatt írtak már gyalázó számot Berki Krisztiánról, Hajdú Péterről, Németh Sándorról, Geréb Ágnesről, Paksi Endréről és Ákosról is.

## Diszkográfia

### Stúdióalbumok
- Tumor Herold (2015)

### Kislemezek
- Németh Szilárd (2019)
- Keresztény Demokrácia (2020)
- Magzatvíz (2021)
- Mészárosék (2021)
- Fidesz (2022)[5]